# Iga (provins)

Karta över de japanska provinserna med Igaprovinsen i rött.

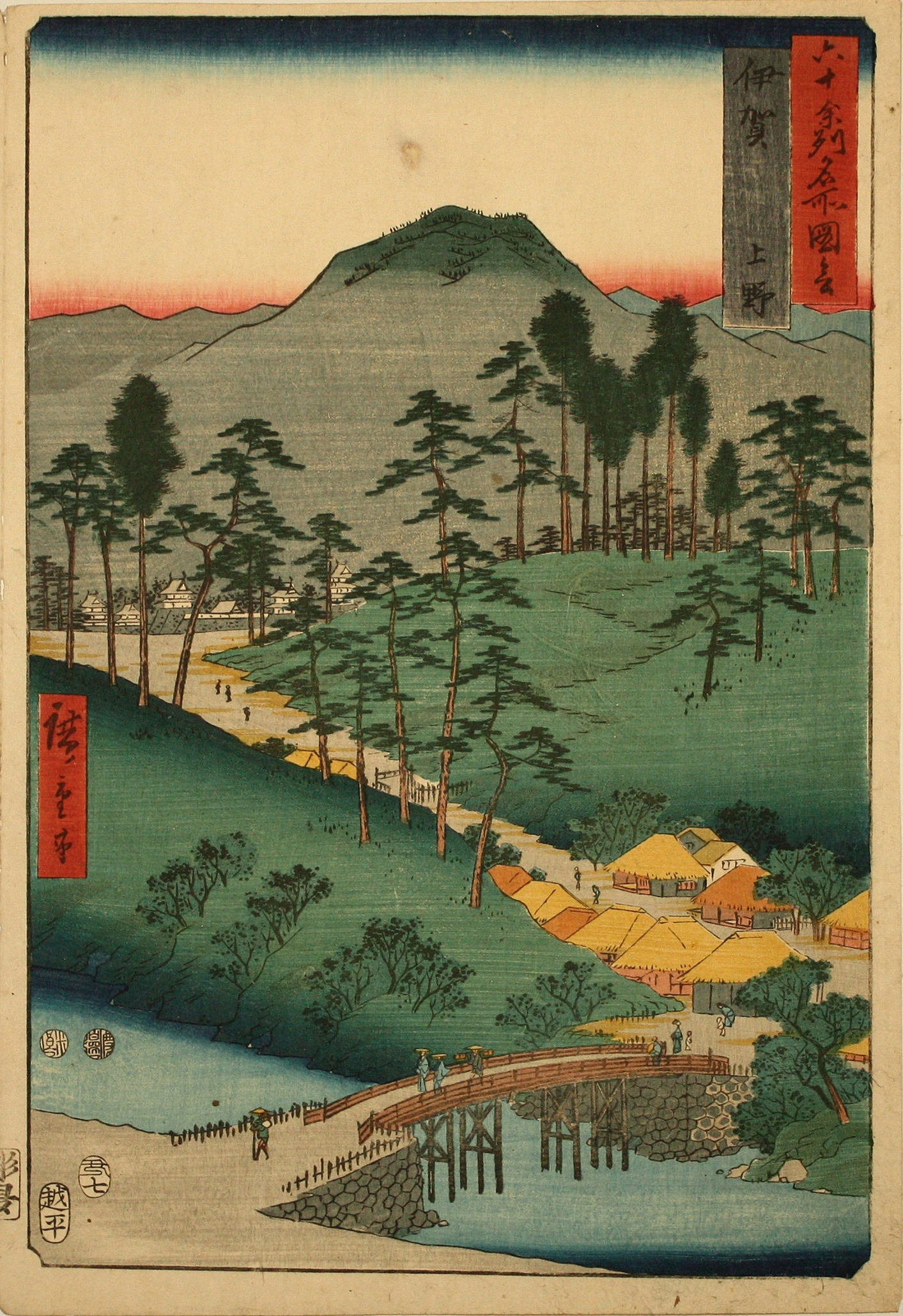
Ukiyo-e-tryck av Ando Hiroshige som visar borgen Iga-Ueno.

Iga var en gammal provins i Japan som ligger i det som i dag är den västra delen av dagens Mie prefektur. Iga gränsade till Ise, Omi, Yamato och Yamashiro-provinserna. 
Iga betraktades tidigare som ett underutvecklat land, en bonderepublik, i det feodala Japan. 
Igaprovinsen var ganska svårtillgänglig på grund av mycket dåliga vägar och att den var helt omgiven av berg. Iga är numera lättare att besöka från närliggande Nara och Kyoto liksom från större städer som Osaka och Nagoya. 
Iga City i Iga sammanfaller delvis med den gamla Igaprovinsen. Nabari är den andra delen av den gamla Igaprovinsen.  
Iga är mest känt för att vara födelseorten för ninjorna. De hävdar att provinsen är den platsen där de ursprungliga ninjaklanerna uppkom.